# Xiphophorus maculatus
Cá mún hay còn gọi là cá hột lựu, cá mún lùn(Danh pháp khoa học: Xiphophorus maculatus) là một loài cá trong họ Poeciliidae được nuôi nhiều để làm cảnh. Tính hiền lành, thân thiện, sống thành đàn. Chiều dài cá lớn nhất của chúng là 9 cm. Cá đẻ con, mắn đẻ và dễ sinh sản. Cá thường bị tạp giao vô tình hay cố ý giữa các loài trong giống.